# Ferrovia Linares Baeza-Almería
La ferrovia Linares Baeza-Almería (in spagnolo Línea Linares Baeza-Almería) è una linea ferroviaria spagnola che unisce Linares con la città di Almería. Lunga 240,8 km, attraversa il territorio della comunità autonoma dell'Andalusia e in particolare le provincie di Jaén, Granada e Almería.

## Storia
La linea fu costruita tra il 1890 e il 1899, entrando in servizio il 14 marzo di quell'anno. I lavori, eseguiti dalla Compañía de los Caminos de Hierro del Sur de España, si protrassero per quasi un decennio a causa delle gravi difficoltà poste dall'orografia della zona. Dal punto di vista storico, la linea Linares-Almería è stata una delle prime linee della rete spagnola a essere elettrificata, in particolare il tratto Gergal-Santa Fe, nel febbraio 1912. Per molti anni è stata sede di un importante traffico merci legato all'attività mineraria della zona, che utilizzava questa tratta per raggiungere il porto di Almería. Inoltre, parte della tratta Linares-Almería ha fatto parte della cosiddetta ferrovia Murcia-Granada fino al 1985.